# Lingling
Lingling är ett stadsdistrikt i Yongzhou i Hunan-provinsen i södra Kina.